# Gerhard Wolf (Philologe)
Gerhard Wolf (* 1954 in Nürnberg) ist ein deutscher Altgermanist.

## Leben
Nach dem Abitur 1972 am Melanchthon-Gymnasium Nürnberg studierte er von 1972 bis 1973 Rechtswissenschaften und von 1973 bis 1979 für das Lehramt für Gymnasium Deutsch, Geschichte, Sozialkunde und Erdkunde (1. Staatsexamen). Nach der Promotion 1984 zum Dr. phil. war er von 1984 bis 1991 Akademischer Rat a. Z. am Institut für Germanistik der Universität Regensburg. Nach der Venia Legendi 1992 für das Fachgebiet Deutsche Philologie (Mediävistik) war er von 1995 bis 2020 Inhaber des Lehrstuhls für Ältere deutsche Philologie an der Universität Bayreuth.
Seine Forschungsschwerpunkte sind mittelalterliche Chronistik, niederländisch-deutsche Literaturbeziehungen im Mittelalter, Literatur des 16. Jahrhunderts, höfischer Roman, Reiseberichte vom 14.–16. Jahrhundert, geistliches und weltliches Spiel und didaktische Literatur.

## Schriften (Auswahl)
- Die Kunst zu lehren. Studien zu der Dialoggedichten („Kleiner Lucidarius“) der „Seifried-Helbling“-Sammlung. Frankfurt am Main 1985, ISBN 3-8204-8702-6.
- Von der Chronik zum Weltbuch. Sinn und Anspruch südwestdeutscher Hauschroniken am Ausgang des Mittelalters. Berlin 2002, ISBN 3-11-016805-7.
- als Herausgeber mit Johan H. Winkelman: Diederic van Assenede: Floris ende Blancefloer. Münster 2014, ISBN 3-89688-492-1.
- als Herausgeber mit Norbert H. Ott: Handbuch Chroniken des Mittelalters. Berlin 2016, ISBN 3-11-020627-7.